# سهم الماء
سهم الماء أو السهمية (الاسم العلمي: Sagittaria) هو جنس من النباتات يتبع الفصيلة المزمارية من رتبة المزماريات. يضم هذا الجنس 45 نوعاً من النباتات المائية

## أنواع سهم الماء
- سهم الماء الإسفيني
- سهم الماء ثلاثي الأوراق
- سهم الماء الجنوبي
- سهم الماء الحزمي
- سهم الماء خيطي الشكل
- سهم الماء السابح
- سهم الماء سهمي الأوراق
- سهم الماء عريض الأوراق
- سهم الماء مخرزي الشكل
- سهم الماء الإنغلماني
- سهم الماء الحلقي
- سهم الماء سناني الأوراق
- سهم الماء الصلب
- سهم الماء طويل الفلقة
- سهم الماء الغوياني
- سهم الماء الفراشي
- سهم الماء القزمي
- سهم الماء قصير النصيل
- سهم الماء كبير الأوراق
- سهم الماء كبير البذور
- سهم الماء مسطح الأوراق
- سهم الماء المغمور
- سهم الماء المقنزع
- سهم الماء الملتبس
- سهم الماء المونتفيديوي
- سهم الماء النجيلي
- سهم الماء جانبي الأوراق
- سهم الماء الستانفوردي
- سهم الماء الكورزي
- سهم الماء متريش الشكل
- سهم الماء جار النهر
- سهم الماء المتوسط
- سهم الماء معيني الأوراق
- سهم الماء الأغيناشي
- سهم الماء السبروسي
- سهم الماء الشابماني
- سهم الماء الليشواني
- سهم الماء الهلالي